# 부천시·안양시·시흥군·옹진군
부천시·안양시·시흥군·옹진군은 대한민국의 옛 국회의원 선거구이다. 당시 경기도 부천시, 안양시, 시흥군, 옹진군 지역을 관할했다.

## 역사
1973년 7월 1일을 기해 경기도 부천군이 부천시로 승격되었으며 시흥군 안양읍이 안양시로 승격했다. 이에 대한민국 제10대 국회의원 선거를 앞두고 시흥군·부천군·옹진군 선거구가 부천시·안양시·시흥군·옹진군 선거구로 개편되었다. 
대한민국 제11대 국회의원 선거를 앞두고 부천시 지역이 김포군, 강화군과 함께 부천시·김포군·강화군 선거구를 이루고 나머지 안양시·시흥군·옹진군이 하나의 선거구를 형성하게 됨에 따라 폐지되었다.

## 역대 국회의원
| 선거   | 정당 | 정당   | 1위 의원 | 정당 | 정당       | 2위 의원 |
| ------ | ---- | ------ | -------- | ---- | ---------- | -------- |
| 1978년 |      | 신민당 | 이택돈   |      | 민주공화당 | 윤국노   |

## 역대 선거 결과

### 대한민국 제10대 국회의원 선거
|  | 43.80% |

|  | 32.90% |

|  | 14.86% |

|  | 8.42% |